# Saarisuo-Valleussuo-Löytösuo-Hirvilampi
Saarisuo-Valleussuo-Löytösuo-Hirvilampi este o arie protejată (arie specială de conservare — SAC, sit de importanță comunitară — SCI, arie de protecție specială avifaunistică — SPA) din Finlanda întinsă pe o suprafață de 1.515 ha, integral pe uscat.

## Localizare
Centrul sitului Saarisuo-Valleussuo-Löytösuo-Hirvilampi este situat la coordonatele 62°59′04″N 24°26′31″E / 62.9844°N 24.4419°E.

## Înființare
Situl Saarisuo-Valleussuo-Löytösuo-Hirvilampi a fost declarat sit de importanță comunitară în august 1998 pentru a proteja 17 specii de animale. Alte tipuri de protecție:
- arie de protecție specială avifaunistică (în august 1998)[2]
- arie specială de conservare (în aprilie 2015)[1][3][4]

## Biodiversitate
Situată în ecoregiunea boreală, aria protejată conține 6 habitate naturale: Lacuri și iazuri distrofice naturale, Turbării active, Mlaștini turboase de tranziție și turbării mișcătoare, Turbării Aapa, Taiga vestică, Mlaștini împădurite.
La baza desemnării sitului se află mai multe specii protejate de  păsări (17): minunița (Aegolius funereus), gâscă de semănătură (Anser fabalis), ciuf de câmp (Asio flammeus), cocoșul de mesteacăn (Bonasa bonasia), prundaș de nămol (Calidris falcinellus), lebădă de iarnă (Cygnus cygnus), ciocănitoare neagră (Dryocopus martius), Emberiza rustica, șoim de iarnă (Falco columbarius), șoimul rândunelelor (Falco subbuteo), vânturel roșu (Falco tinnunculus), cocor (Grus grus), Lyrurus tetrix tetrix, codobatura galbenă (Motacilla flava), ploier auriu (Pluvialis apricaria),  cocoș de munte (Tetrao urogallus), fluierar de mlaștină (Tringa glareola).